# Social Media Week
Die Social Media Week (Abk.: SMW) ist eine Veranstaltungsreihe, die sich dem Themenkreis der sozialen, kulturellen und ökonomischen Auswirkungen von Social Media widmet. Sie findet zweimal jährlich im Februar und im September in insgesamt über 20 Städten weltweit statt. Sie wurde 2009 in den USA mit dem Ziel, durch Kollaboration, Lernen und das Weitergeben von Ideen und Informationen die teilnehmenden Personen und Organisationen besser zu vernetzen, ins Leben gerufen.

## Organisation
Die Organisation der Veranstaltungen erfolgt dezentral durch einen eigenen Veranstalter pro Stadt. Als Ausrichter können sich Firmen oder Organisationen bei der SMW bewerben, sofern sie und ihre Stadt einen öffentlich einsehbaren Kriterienkatalog erfüllen. Die Veranstalter arbeiten dann in ihrer Stadt unabhängig und sind für die komplette Organisation der Veranstaltungswoche verantwortlich, also auch für die Akquisition von Sponsoren, Partnern, mehreren Räumlichkeiten und Vortragenden. Gebunden sind sie jedoch an das Datum, dem sie zugeordnet werden (entweder im Februar oder im September) sowie an den jährlich wechselnden Themenschwerpunkt.

## Sprecher
Bisherige Sprecher der Social Media Week kamen unter anderem von Unternehmen wie Facebook, Google, Bit.ly, BBC, Coca-Cola, Zynga, Ogilvy oder Adobe. Insgesamt gab es während der letzten Veranstaltung weltweit nach eigenen Angaben 2.000 verschiedene Vortragende.

## Besucher
Die SMW richtet sich an alle, vom Einsteiger bis zum Profi in der Social Media Branche. Die Vorträge werden zu diesem Zweck im Programm bereits in drei verschiedene Stufen für Anfänger, Fortgeschrittene und Profis unterteilt.
Im Gegensatz zu ähnlichen Fachkonferenzen sind auf der Social Media Week in Deutschland auch vergleichsweise viele Frauen und Teilnehmer über 50 Jahren anzutreffen.
Zusätzlich werden ausgewählte Sessions in fast allen teilnehmenden Städten auch live online übertragen, hier sahen nach Angaben des Veranstalters im Februar 2013 bis zu 57.000 Menschen zu.

## Social Media Week in Deutschland
Zum ersten Mal fand die Social Media Week in Deutschland im Jahr 2010 in Berlin statt, als zweite deutsche Stadt kam im Februar 2012 Hamburg dazu.

### Februar 2010
Die erste internationale SMW fand gleichzeitig in Berlin, London, New York, San Francisco, Toronto und Sao Paulo statt. Der Fokus der Konferenz lag auf dem professionellen und alltäglichen Umgang mit Social Media. „Streit! Konstruktive Kontroverse“ lautete die festgelegte Überschrift zur Veranstaltungsreihe.

### September 2011
Im Jahr 2011 waren bereits zwölf internationale Städte beteiligt, in der Woche gab es allein in Berlin über 50 einzelne Termine. Das Motto lautete „Realitätscheck – Social Media in Kultur, Gesellschaft und Business“ und erweiterte damit den Fokus von Social Media in reiner Selbstreflexion hin zur Betrachtung von Social-Media-Einflüssen in gesellschaftsrelevanten Themenbereichen.
Da zwei Tage zuvor die Berlin-Wahlen stattgefunden hatten, bot ein Panel als Diskussionsrunde unter dem Titel „Wahl Digital“ eine Analyse, bei der der Einfluss des Social Web auf die Wahl betrachtet wurde. Zusammenfassend wurde festgestellt, dass die Parteien sich im Wahlkampf digital zwar „stets bemüht“ hätten, dadurch aber keine nennenswerten Auswirkungen auf das Wahlergebnis festgestellt werden konnten.

### Februar 2012
Die Eröffnungsrede hielt Hamburgs erster Bürgermeister Olaf Scholz. Er nahm ebenfalls an der anschließenden Diskussion zum Thema „Facebook und Co. führen zu Wertewandel“ teil. Eine großflächige Projektion der mit dem offiziellen Hashtags verschlagworteten Beiträge von Twitter-Nutzern fand auf dem Hamburger Gänsemarkt statt.

### September 2012
Die Veranstaltung wuchs auf über 140 einzelne Vorträge in Berlin an. Neben dem Hauptbereich Social Media beschäftigte sich die Konferenz in diesem Jahr auch mit dem Leistungsschutzrecht oder den Verbindungen zwischen Social Media und Journalismus, die zu vermehrtem Bürgerjournalismus führten. Es gab über 10.000 Teilnahme-Registrierungen für die einzelnen Veranstaltungen, obwohl nur mit etwa 6.000 gerechnet wurde.

### Februar 2013
Mittlerweile gab es 160 Einzeltermine in Hamburg. Themen waren unter anderem „Frauen in der Games-Branche“ oder „Öffentlichkeit im Wandel“, außerdem die Medienkompetenz der Eltern der sogenannten Generation Internet.

### Februar 2014
Auch im Jahr 2014 beteiligte sich Hamburg wieder mit einem umfassenden Programm an der Social Media Week, die unter dem Motto „The Future Of Now“ stand. Auf mehr als 200 Veranstaltungen konnten Teilnehmer sich über die neuesten Trends informieren.

### Februar 2015
2015 stand die Social Media Week unter dem globalen Motto 'Upwardly Mobile: The Rise of the Connected Class'. Die Riege der Keynote Speaker der Social Media Week Hamburg lässt sich mit '5 Frauen, 4 Männer und 1 Roboter' zusammenfassen: Alaina Perceval, Women Who Code, spricht über 'The Rise of the Tech Class'. Zoja Paskaljevic, Dentsu Aegis Network Germany, über 'Brand Building and Innovation in the Digital Age', Marc-Sven Kopka, XING AG, diskutiert zum Thema 'Besser Leben. Anders Arbeiten', Dr. Frauke Zeller, Ryerson University, und Dr. David Smith, Mc Master University, sowie ihr Roboter hitchBOT bringen den Teilnehmern die Themen künstliche Intelligenz und Spracherkennung ganz praktisch nahe.

### Februar 2016
Globales Motto der Social Media Week 2016 war weltweit 'The Invisible Hand: Hidden Forces of Technology'. Im Programm der Social Media Week Hamburg waren Themen wie Mobile Marketing, Digitales Banking, P2P-Payment ebenso im Programm vertreten, wie neue Lehransätze durch Digitalisierung, Digital Storytelling oder die Rolle von Sport in Social Media. Während der fünftägigen Digitalkonferenz stand auch Crowd-Funding, digitale Demokratie, Big Data und der Schutz der Privatsphäre auf der Agenda.

### Februar 2017
Das Globale Motto der SMW 2017 war 'Language & the Machine - Algorithms and the Future of Communication'. Bei der Social Media Week Hamburg versammelten sich im 6. Jahr ihres Bestehens rund 3.000 Teilnehmer, um fünf Tage lang die neuesten Trends und Entwicklungen der Digitalisierung und von Social Media zu diskutieren.

### Februar 2018
2018 stand die Social Media Week unter dem globalen Motto 'Closer - Community vs Individualism‘. Die Social Media Week Hamburg fand zum ersten Mal zentral in zwei Locations in der Museumstraße in Hamburg-Altona statt und diskutierte mit rund 3.000 Besuchern über Trends und Themen rund um Digitalisierung und Social Media. Eröffnet wurde die Konferenz von Dr. Carsten Brosda, Kultursenator der Stadt Hamburg.

### Februar 2019
Das globale Motto lautete 2019 'STORIES: With Great Influence Comes Great Responsibility'. Die Social Media Week Hamburg fand 2019 zum 8. Mal statt. Rund 3.000 Teilnehmer besuchten erneut die Hamburger Digitalkonferenz, darunter auch Hamburgs Erster Bürgermeister Peter Tschentscher. Zum ersten Mal besuchte Toby Daniels, Gründer der Social Media Week, die Konferenz und eröffnete sie nach einem Grußwort von Carsten Brosda, Kultursenator der Stadt Hamburg.